# Upsilon Carinae
Upsilon Carinae è una stella binaria di magnitudine 2,96 situata nella costellazione della Carena. Dista 1330 anni luce dal sistema solare.

## Osservazione
Si tratta di una stella situata nell'emisfero celeste australe. Assieme alla vicine Miaplacidus, ω Carinae e θ Carinae forma un asterismo noto come Croce di diamante.
La sua posizione è fortemente australe e ciò comporta che la stella sia osservabile prevalentemente dall'emisfero sud, dove si presenta circumpolare anche da gran parte delle regioni temperate; dall'emisfero nord la sua visibilità è invece limitata alle regioni temperate inferiori e alla fascia tropicale. La sua magnitudine pari a 3 le consente di essere scorta con facilità anche dalle aree urbane di moderate dimensioni.
Il periodo migliore per la sua osservazione nel cielo serale ricade nei mesi compresi fra febbraio e giugno; nell'emisfero sud è visibile anche per buona parte dell'inverno, grazie alla declinazione australe della stella, mentre nell'emisfero nord può essere osservata limitatamente durante i mesi primaverili boreali.

## Sistema stellare
Upsilon Carinae è un sistema stellare formato da due componenti. La componente principale A è una stella di magnitudine 2,96 e si tratta di una supergigante bianca di tipo spettrale A8Ib con una massa 10 volte quella del Sole. La componente B è una gigante bianco-azzurra di magnitudine 6,1, separata da 5,0 secondi d'arco da A e con angolo di posizione di 127 gradi. In realtà le stelle sono separate da circa 2000 UA ed il periodo orbitale è di almeno 19500 anni.
La magnitudine assoluta combinata è di -5,53 e la sua velocità radiale positiva indica che la stella si sta allontanando dal sistema solare.